# برايان راسموسن
برايان راسموسن (بالدنماركية: Brian Rasmussen)‏ (5 يناير 1967 الدنمارك - ) هو لاعب كرة قدم دانمركي يلعب كمهاجم.
لعب بريان راسموسن 162 مباراة مع نادي فايله خلال موسمين وحقق 49 هدفا.

## روابط خارجية
- برايان راسموسن على موقع قاعدة بيانات كرة القدم.إي يو (الإنجليزية)
- برايان راسموسن على موقع ناشيونال فوتبول تيمز (الإنجليزية)